# San Luis, Colorado
San Luis är administrativ huvudort i Costilla County i Colorado. Enligt 2010 års folkräkning hade San Luis 629 invånare.